# Tùng xẻo

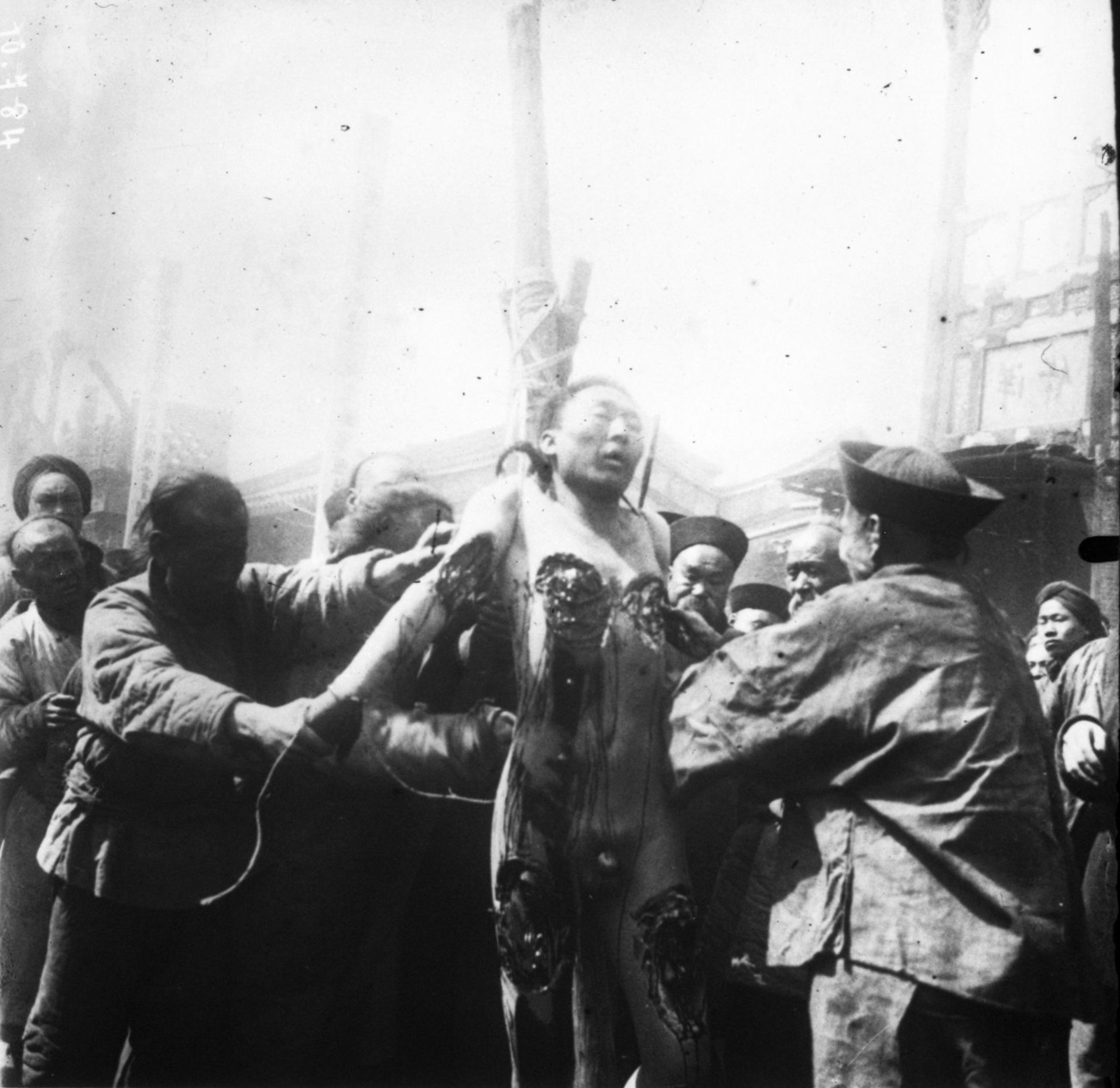
Lăng trì ở Bắc Kinh khoảng năm 1904

Hành quyết tùng xẻo linh mục Joseph Marchand vào năm 1835 tại Việt Nam.

Tùng xẻo (còn gọi là lăng trì (lấn dần một cách chậm chạp) trong Hán-Việt, hay xử bá đao hay bá đao trảm quyết; giản thể: 凌迟; phồn thể: 凌遲; bính âm: língchí) là một trong những hình phạt tử hình được dùng rộng rãi ở Trung Quốc thời cổ xưa từ năm 900 cho đến khi chính thức bãi bỏ vào năm 1905. Hình phạt này cũng được áp dụng tại Việt Nam và Triều Tiên.
Phương thức tử hình này dùng dao xẻo từng miếng thịt trên người tử tội trong một thời gian kéo dài, cuối cùng dẫn đến cái chết.
Lăng trì đôi khi được dùng như một nhục hình để hành quyết người còn sống, hoặc như một hình thức lăng mạ phạm nhân sau khi bị xử chết. Những kẻ phạm những tội như: phản quốc, nổi loạn chống vua, sát nhân hay giết cha mẹ v.v... đều bị pháp luật thời đó luận án và xử lăng trì.

## Cách thức
Không có tài liệu chính xác để miêu tả phương pháp lăng trì diễn ra như thế nào, nhưng dựa theo những bức tranh vẽ và sách vở xưa viết lại thì thường phạm nhân sẽ bị trói vào cột, sau đó bị khoái tử thủ (đao phủ) chặt hết tay chân rồi dùng dao bén xẻo từng miếng thịt cho đến chết. Cũng có tài liệu viết rằng đôi khi hình thức hành hình kéo dài đến 3 ngày, nhưng điều này có thể coi là không thể vì phạm nhân có thể mất máu mà chết chỉ trong vòng vài giờ. Phạm nhân sẽ bị xẻo những phần nhỏ (như mắt, mũi, tai, lưỡi, ngón tay, ngón chân) trước khi bị cắt những phần lớn như tứ chi, vai, đùi v.v... Thịt bị lóc ra sẽ được trưng bày nơi công cộng với mục đích răn đe. Có những nơi nhân đạo hơn, phạm nhân sẽ được sử dụng nha phiến trước khi hành hình để làm nhẹ bớt cơn đau đớn. Sau khi phạm nhân chết, người đao phủ sẽ chặt đầu làm bằng chứng đã xử tử phạm nhân. (Bá đao trảm quyết)

## Lịch sử
Lăng trì được biết đến từ thời Ngũ đại Thập quốc (năm 907 đến 960) và lan rộng dưới triều đại nhà Tống (960-1279), nó lần đầu xuất hiện trong bộ luật hình đời nhà Liêu, một quốc gia không thuộc Trung Quốc thời đó (907-1125). Án tử hình này còn tiếp tục tồn tại ở thời đại Mãn Thanh cho đến khi được bãi bỏ năm 1905, trước đó bộ luật nhà Thanh do Thẩm Gia Bổn (chữ Hán: 沈家本) (1840-1913) soạn thảo và đặt ra.
Lăng trì cũng từng áp dụng rộng rãi tại Việt Nam thời xưa dưới chế độ phong kiến, được gọi nôm na là tùng xẻo. Tội nhân sẽ bị trói chặt vào cột, khi nghe tiếng hiệu lệnh phát ra đều đặn như tiếng trống, đao phủ sẽ xẻo một miếng thịt trên cơ thể phạm nhân xong lại dừng lại chờ tiếp hiệu lệnh tiếp theo. Phương pháp tử hình này cũng được các vua chúa Việt Nam dưới triều Gia Long, Minh Mạng, Tự Đức thi hành đối với những kẻ phản loạn, thừa sai, giáo dân đạo Ki-tô (đạo Cơ-đốc) v.v...

### Một số tội nhân nổi tiếng
- Lưu Cẩn: thái giám thời Minh Vũ Tông
- Viên Sùng Hoán: tướng cuối thời Minh
- Joseph Marchand: linh mục người Pháp, bị cáo buộc tham gia vào Cuộc nổi dậy Lê Văn Khôi, một trong những vụ tùng xẻo nổi tiếng nhất ở Việt Nam
- Thạch Đạt Khai: một trong những thủ lĩnh phong trào Thái Bình Thiên Quốc
- Các nhân vật trong vụ Nhâm Dần cung biến

## Án lăng trì trong văn học
Trong chương 5 của tiểu thuyết Đàn hương hình bên cạnh hình phạt tàn khốc nhất là dùng thanh kiếm gỗ đàn hương đâm vào hậu môn tội phạm xuyên suốt đến gáy và để nạn nhân sống ngắc ngoải trong nhiều ngày, là hình phạt lăng trì được tác giả mô tả tỉ mỉ với ba cấp độ: cấp 1 xẻo đến 3.357 miếng, cấp 2 xẻo 2.896 miếng, cấp 3 xẻo 1.585 miếng. Cụ thể hơn, tác phẩm cũng cho biết bất kể xẻo bao nhiêu miếng, nhưng miếng cuối cùng phải là vừa xẻo xong, phạm chết liền. Do vậy, phải bắt đầu xẻo từ chỗ nào, miếng trước miếng sau cách nhau bao lâu, đều phải thiết kế chính xác căn cứ vào giới tính và thể trạng của phạm nhân. Nếu chưa xẻo đủ số miếng mà phạm đã chết hoặc xẻo đủ số miếng rồi mà phạm vẫn chưa chết, thì phải coi đó là lỗi của đao phủ...Tiêu chuẩn tối thiểu của lăng trì là các miếng phải sàn sàn như nhau, đưa lên bàn cân không được hơn kém nhiều quá. Điều này đòi hỏi khi thi hành án, đao phủ phải bình tâm tĩnh khí, tâm phải chi li như sợi tóc, phải quyết đoán khi ra tay; vừa như thiếu nữ thêu hoa, vừa như đồ tể giết lừa.